# Mount Greenlee
Mount Greenlee ist ein 2030 m hoher, steilwandiger und zerklüfteter Berg aus metamorphem Gestein in der antarktischen Ross Dependency. Er ragt unmittelbar östlich des Mount Butters an der Westflanke des Shackleton-Gletschers auf.
Der US-amerikanische Geologe Franklin Alton Wade (1903–1978), Leiter der von der Texas Tech University unternommenen Expedition zur Erkundung des Shackleton-Gletschers (1962–1963), benannte ihn nach David W. Greenlee, einem Expeditionsteilnehmer.